# Franz Pittner

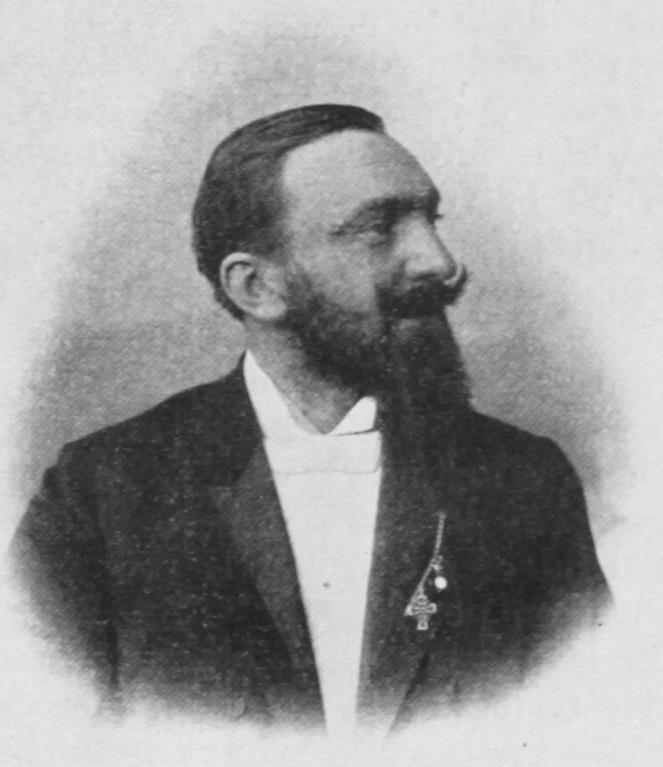
Franz Pittner 1923

Franz Pittner (* 20. März 1862 in St. Pölten; † 19. September 1929 ebenda) war österreichischer Hotelier, Sportfunktionär sowie Abgeordneter zum niederösterreichischen Landtag für die Christlichsoziale Partei.

## Leben
Pittner suchte nach seiner Lehrzeit ab 1882 Auslandsanstellungen in Paris, Brüssel, Ostende und den USA. Danach übernahm er das von seinem Vater gleichen Namens 1837 erworbene Gasthaus Zum rothen Krebs und plante ab 1896 einen grundlegenden Um- und Neubau nach dem Vorbild großer New Yorker Hotels. Das daraus entstandene Grand Hotel Pittner überdauerte bis 1984.
Neben seinen Tätigkeiten rund um seine Unternehmen engagierte sich Pittner auch in der Politik. So war er unter anderem Kurator der Sparkasse St. Pölten, Gemeinderat in St. Pölten sowie Obmann des Gewerbevereins St. Pölten. Zudem war er ab 1909 Mitglied im niederösterreichischen Landtag, zuletzt im provisorischen Landtag von Niederösterreich bis 1919.
Privat war der Trabrennsport eine große Leidenschaft Pittners. Er gründete den St. Pöltner Trabrennverein, unter seiner Aufsicht wurde auch die St. Pöltner Trabrennbahn an der Stelle des heutigen Regierungsviertels errichtet, zudem war er bis zu seinem Tode Präsident des Verband der Provinztrabrennvereine.

## Familie, Ehrungen und Auszeichnungen

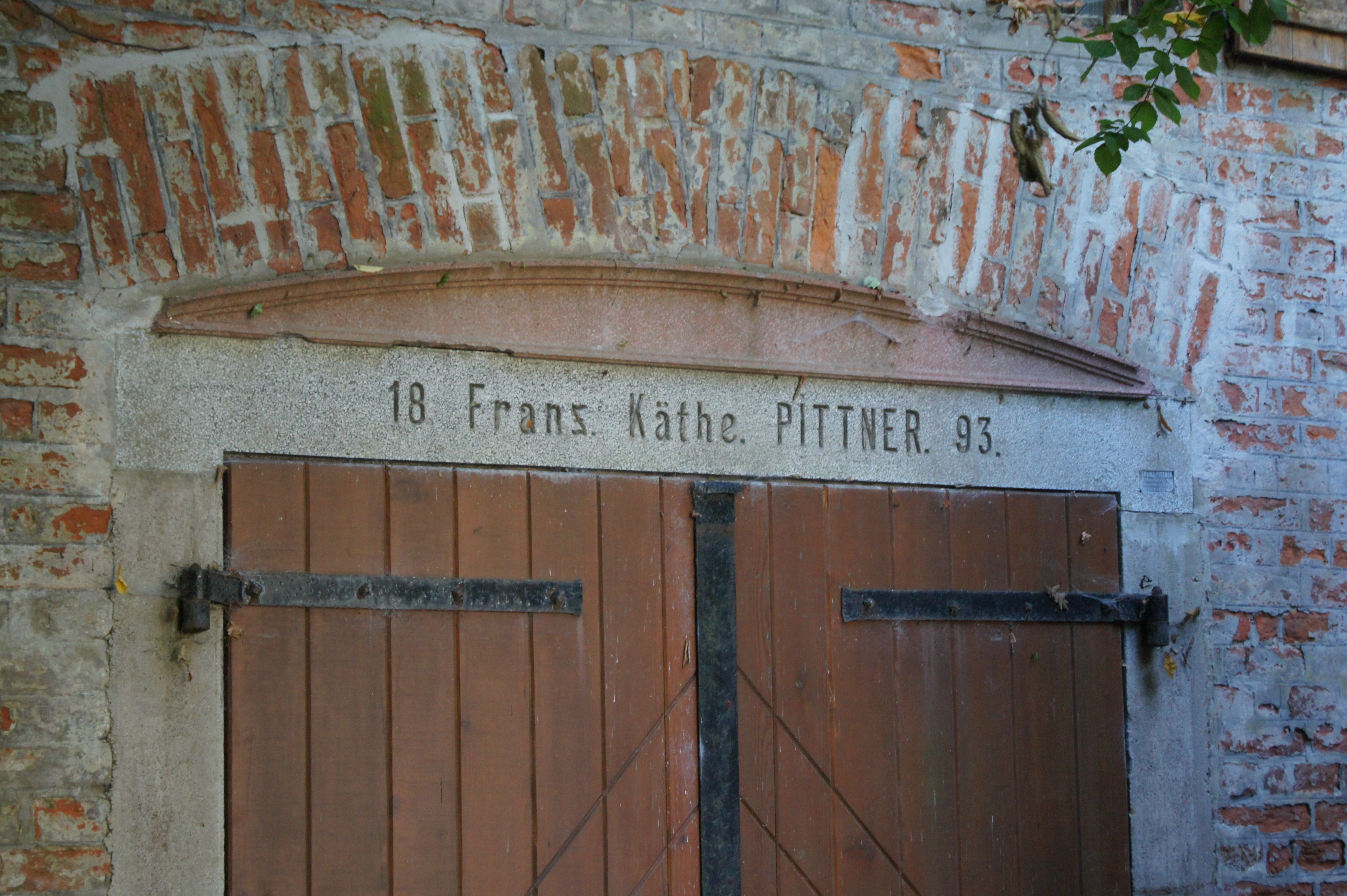
Der Keller Pittners am Finkensteinweg, damals Pittnerberg

Aus der Ehe Pittners mit Käthe, geborene Friedl, gingen vier Töchter hervor: Karoline, Käthe, Stefanie und Hermine.
Pittner hatte vier Schwestern, Leopoldine war mit Otto Eybner verheiratet und Mutter von Richard Eybner.

### Ehrungen und Auszeichnungen
- Goldenes Verdienstkreuze mit der Krone (Zivil-Verdienstkreuz) (1902)[4]
- Kommerzialrat (1923)[5]
- Franz-Pittner-Gasse in St. Pölten (1964)[6]
- Pittnerberg in St. Pölten (1912–1996), der heutige Finkensteinweg[7]

## Erstes Automobil in St. Pölten

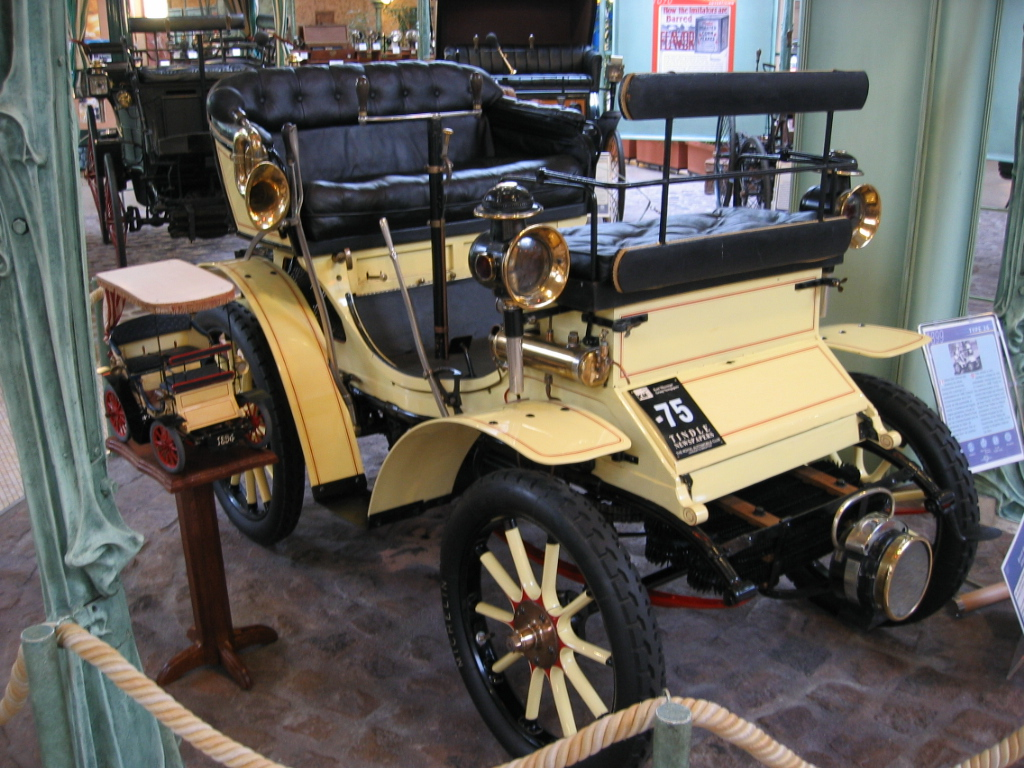
Ein Peugeot Typ 26 (nicht Pittners)

Franz Pittner kaufte 1900 einen Peugeot Typ 26 und damit das erste Automobil St. Pöltens. Das Fahrzeug, dem 1906 das Kennzeichen B393 zugewiesen wurde, blieb bis zum Tode Pittners in dessen Besitz. Danach kümmerte sich Pittners Chaffeur Edi um das Fahrzeug, der allerdings den Zweiten Weltkrieg nicht überlebte. Zwei Brüder schmuggelten nach Kriegsende das Fahrzeug aus der sowjetischen Besatzungszone nach Oberösterreich und versuchten es dort zu verkaufen, später führten sie in Eigenregie unfachmännische Restaurierungen durch. Anfang der 1950er Jahre fand sich der Peugeot schließlich in Linz, wo ihn Max Reisch kaufte. Reisch ließ das Fahrzeug 1972 bis 1975 generalsanieren, bis in die 1990er-Jahre war es bei verschiedenen Ausstellungen zu sehen. Ab 1998 befand sich das Fahrzeug im Reisch-Orient-Archiv in Bozen. 
2020 wurde das Fahrzeug vom Dorotheum versteigt, bei einem Schätzwert von 60.000 bis 80.000 € erzielte es einen Verkaufspreis von 143.000 €. Das Fahrzeug gilt als das älteste, noch fahrbereite, in Österreich ausgelieferte Automobil.

## Grabmal
Franz Pittner liegt in einem tempelartigen Grabmal am Hauptfriedhof St. Pölten begraben, die Grabstätte steht unter Denkmalschutz (Listeneintrag).
Das Grabmal wurde 1905 von Pittners eigener Zemantwaren- und Kunststeinfabrik aus Portlandzement-Beton ausgeführt. Bei der Errichtung wurde die unterirdische Gruft mit elektrischem Licht ausgestattet.
Die Frauenfigur stellt die Trauer dar und hängt symbolisch einen Kranz an die Rückwand des Mausoleums, sie wurde von den Bildhauern Michael Drobil und Willibald Forstner modelliert und aus Zement gegossen.

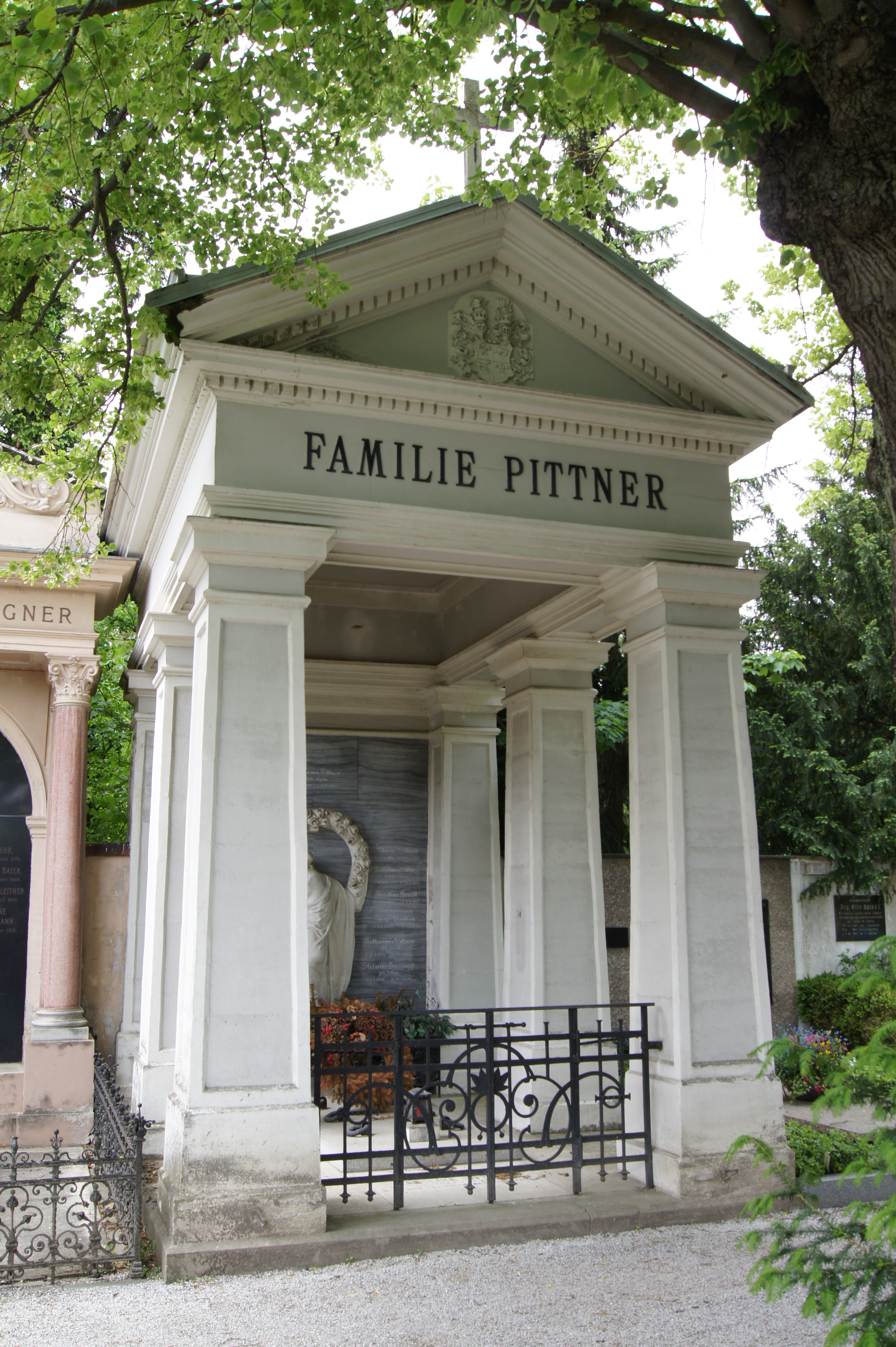
Grabmal der Familie Pittner
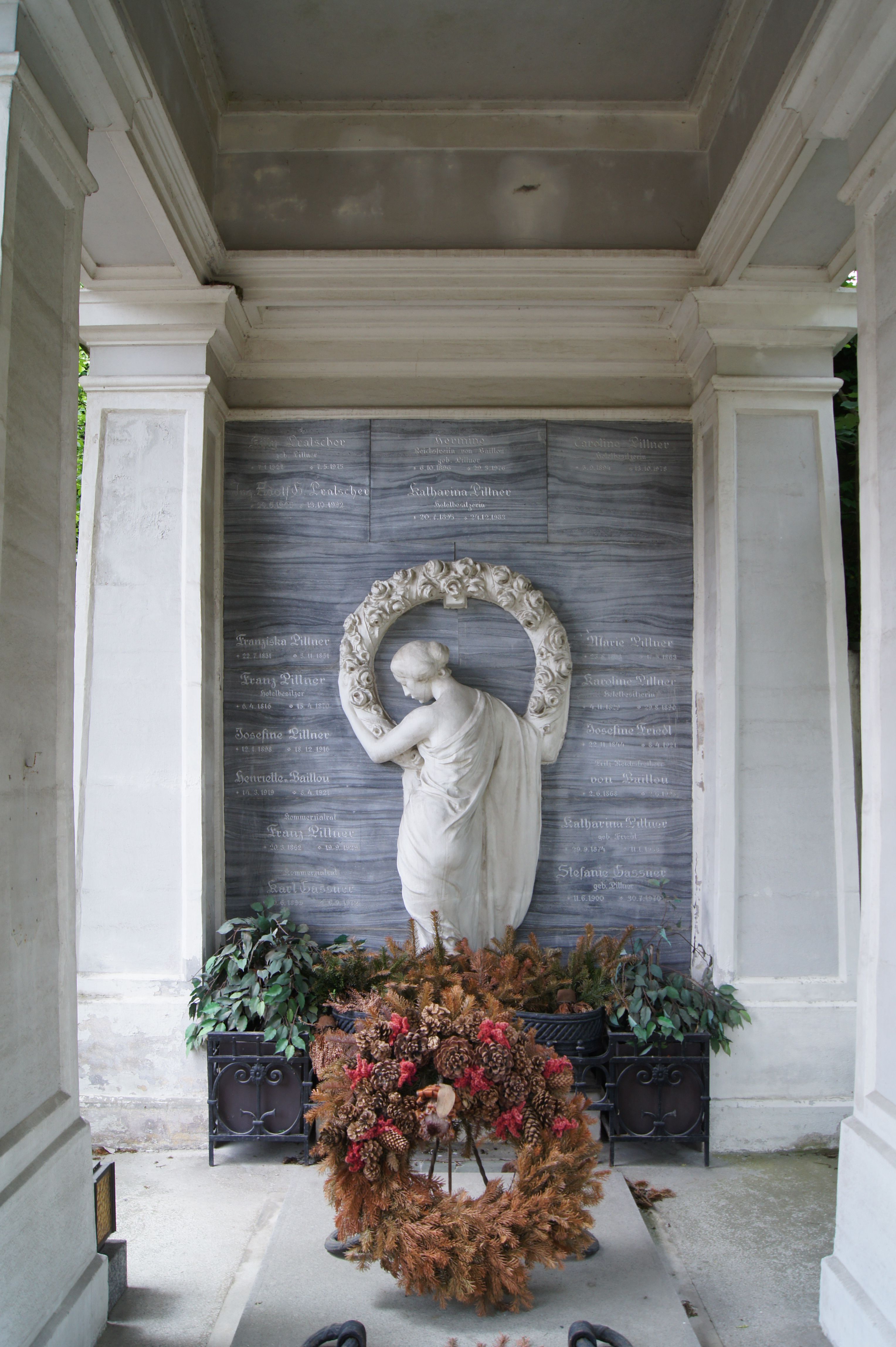
Innenansicht
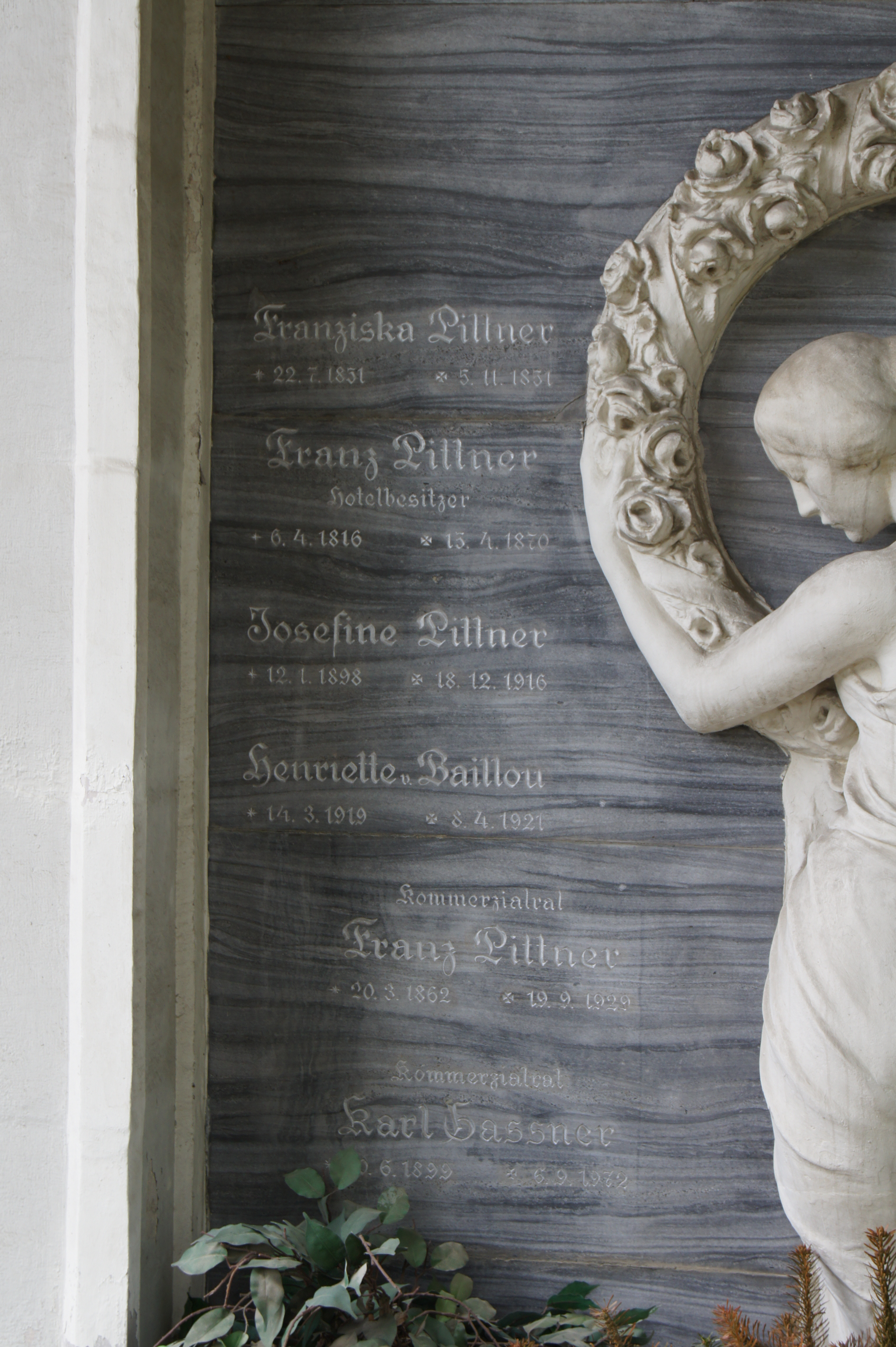
Inschrift mit Franz Pittners Name am Grab
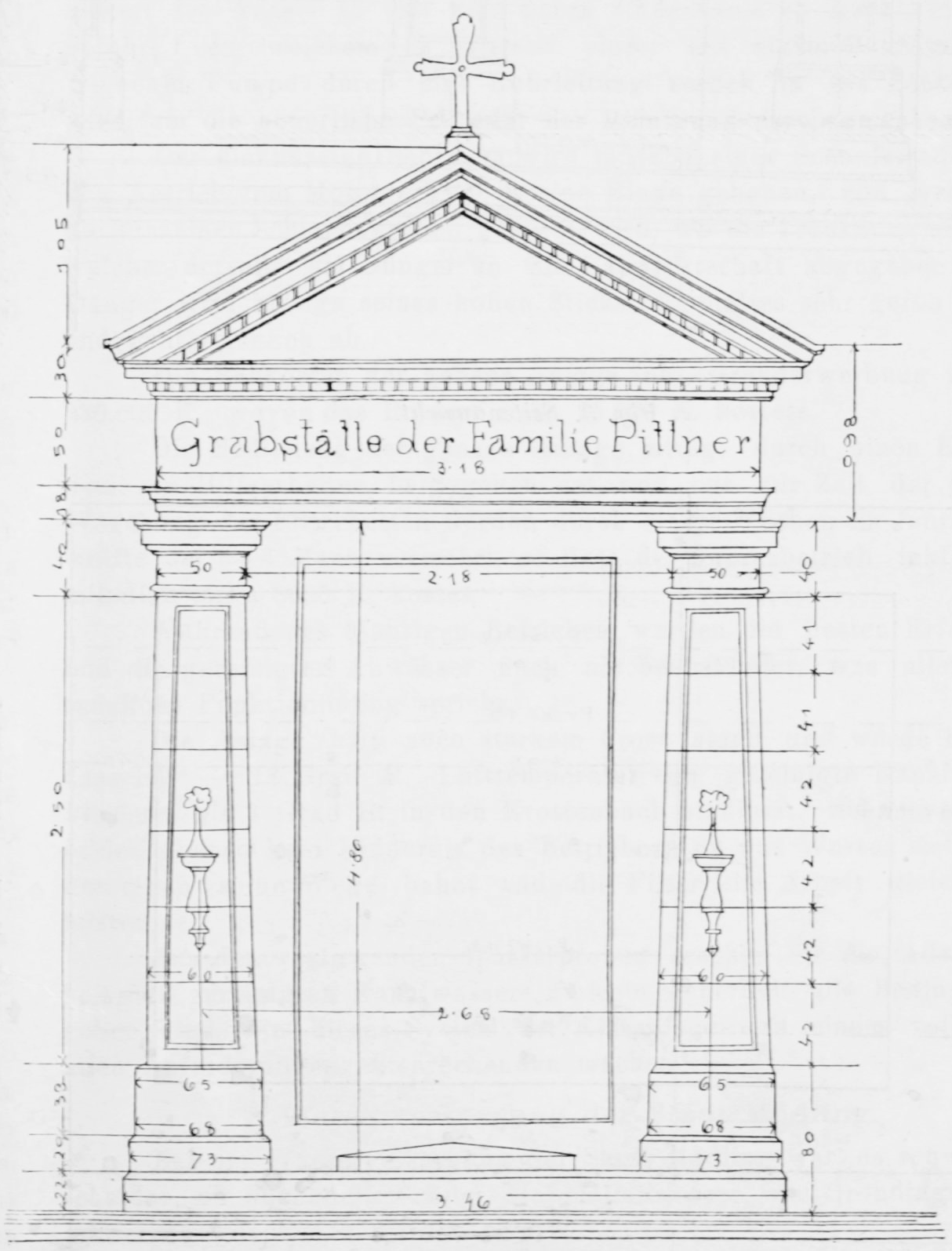
Aufriss von 1905 (Ausführung leicht Abweichend)
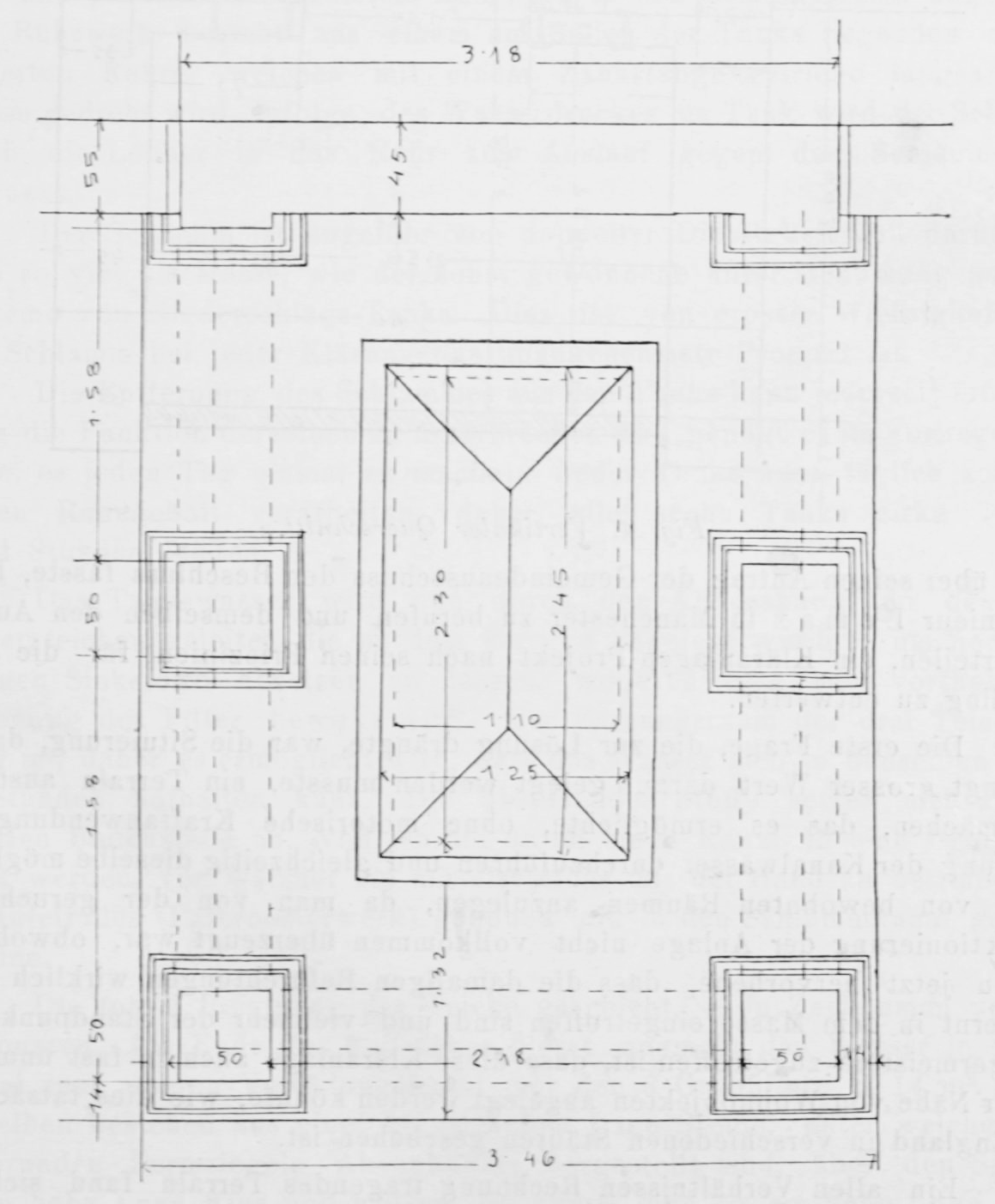
Grundriss von 1905 (Ausführung leicht Abweichend)